# Half a World Away
Albums de Hateful Monday
The Last March Of The Ignorants
(2006) Lions and Jackals
(2010)
Half A world Away est un album du groupe punk-rock genevois Hateful Monday, datant de janvier 2008.

## Pistes de l'album
1. Prelude to (Modern) Desillusion (0:40)
2. Carry me Home (3:17)
3. De Facto Independent Republic (2:34)
4. Gate Thirty-One (3:19)
5. Half a World Away (3:52)
6. Maniac (2:50)
7. These Clamors (1:41)
8. The Goodbye Songt (5:27)
9. 0,5 Mg Per Day (3:13)